# Rafael Arace
Rafael Daniel Arace Gargaro (* 22. Mai 1995 in Caracas) ist ein venezolanischer Fußballspieler, der als Mittelfeldspieler oder Flügelstürmer eingesetzt wird.

## Karriere
Rafael Arace begann seine Profikarriere 2013 bei Deportivo Petare, wo er bereits in der Jugend gespielt hatte. Im Jahr 2017 wechselte er zu FC Caracas, wo er international in der Copa Sudamericana auflief. Im Jahr 2019 wurde er an den Ligarivalen Aragua FC und anschließend für ein Jahr an den chilenischen Verein Unión Española verliehen, der sich gegen eine feste Verpflichtung Araces entschied. Nach Ablauf blieb er in Chile und unterschrieb bei Coquimbo Unido. Mit dem Klub erreichte er das Halbfinale der Copa Sudamericana 2020, stieg aber auch in derselben Saison ab. Er kehrte nach Venezuela zurück und spielte für Aragua FC, Deportivo Táchira und Deportivo La Guaira. Für die Saison 2025 wechselte er wieder nach Chile, wo er für CD Cobreloa aufläuft.